# حسن شجاعی
حسن شجاعی (۲ فروردین ۱۳۲۰ – ۱۰ خرداد ۱۳۸۸) خوانندهٔ سرشناس موسیقی مردمی و پاپ بود.

## زندگی‌نامه
حسن شجاعی در دوم فروردین ۱۳۲۰ در شهر قم متولد شد. وی خوانندهٔ محبوب ترانه‌های مردمی در دههٔ ۱۳۵۰ خورشیدی بود. خدمت سربازی وی به عنوان معلم در سپاه دانش بود.
شجاعی بعد از انقلاب به ایالات متحده آمریکا و سپس آلمان رفت و در اروپا و آمریکا به ضبط کارهای جدید و اجرای مجدد آثار قبلی خود پرداخت. از ترانه‌های معروف حسن شجاعی، ترانهٔ نامه‌رسان نامه من دیر شد و ترانهٔ عجب صبری خدا دارد است. ترانه‌هایی که باعث شد در دههٔ ۱۳۵۰ خورشیدی نامش بر سر زبان‌ها بیفتد.

## درگذشت
حسن شجاعی در دهم خرداد ۱۳۸۸ در ایالات متحده پس از ماه‌ها تحمل بیماری، زندگی را بدرود گفت. پیکر او پس از حدود یک ماه به ایران منتقل شد و در سکوت کامل خبری، در قطعه هنرمندان بهشت زهرا دفن گردید.

## آلبوم‌ها

### کبوتر حرم
| نام ترانه      | ترانه‌سرا       | آهنگ‌ساز       |
| -------------- | -------------- | ------------- |
| چه سخته بی عشق | صمد نوریان     | صمد نوریان    |
| بهار           | بامداد جویباری | ناصر آهنیان   |
| ای عشق         |                |               |
| عزیز مصر       | صمد نوریان     | صمد نوریان    |
| عروسک          | صمد نوریان     | صمد نوریان    |
| حرف            | رضا شمسا       | قاسم رئیس‌نژاد |
| کبوتر حرم      | ملیحه اکبری    | صمد نوریان    |
| مرد تنها       | صمد نوریان     | صمد نوریان    |
| پیکرتراش       | حسین چترنور    | قاسم رئیس‌نژاد |
| نیمه شب        | صمد نوریان     | صمد نوریان    |
| قصه اشک        | صمد نوریان     | صمد نوریان    |
| دوتا عاشق      | صمد نوریان     | صمد نوریان    |

### پرستوها
| نام ترانه | ترانه‌سرا        | آهنگ‌ساز     | تنظیم        |
| --------- | --------------- | ----------- | ------------ |
| دخترون    | بابک رادمنش     | بابک رادمنش | بابک رادمنش  |
| پرستوها   | معینی کرمانشاهی | حسین صمدی   | فرهاد بشارتی |
| چنگ       | بابک رادمنش     | بابک رادمنش | بابک رادمنش  |
| مرد تنها  | صمد نوریان      | صمد نوریان  | فرهاد بشارتی |
| خاک       | محمد شریف       | سعدی تهرانی | آندرانیک     |
| خوزستان   | حسن شجاعی       | سعدی تهرانی | آندرانیک     |

### سوگلی
| نام ترانه     | ترانه‌سرا     | آهنگ‌ساز      | تنظیم         |
| ------------- | ------------ | ------------ | ------------- |
| دوست دارم     | بابک رادمنش  | بابک رادمنش  | بابک رادمنش   |
| دختر مو طلایی | حسن شجاعی    | حسن شجاعی    | منوچهر چشم‌آذر |
| عشق پاک       | بیژن سمندر   | آندرانیک     | آندرانیک      |
| شب آشنایی     | بابک رادمنش  | بابک رادمنش  | بابک رادمنش   |
| سوگلی         | بابک رادمنش  | بابک رادمنش  | بابک رادمنش   |
| زمونه         | مسعود فردمنش | مسعود فردمنش | منوچهر چشم‌آذر |
| نامه رسان     | بسیج خلخالی  | حسین صمدی    |               |
| ساربان        | حسن شجاعی    | حسن شجاعی    | فرهاد بشارتی  |

### فانوس
| نام ترانه    | ترانه‌سرا     | آهنگ‌ساز      | تنظیم         |
| ------------ | ------------ | ------------ | ------------- |
| حرفاش قشنگه  | مسعود فردمنش | مسعود فردمنش | منوچهر چشم‌آذر |
| خوشگل روزگار | مسعود فردمنش | مسعود فردمنش | داوود اردلان  |
| نازی جون     | مسعود فردمنش | مسعود فردمنش | داوود اردلان  |
| غم مخور      | مسعود فردمنش | مسعود فردمنش | داوود اردلان  |
| فانوس        | مسعود فردمنش | مسعود فردمنش | منوچهر چشم‌آذر |
| برمیگردم     | مسعود فردمنش | مسعود فردمنش | منوچهر چشم‌آذر |
| کجا بودی     | مسعود فردمنش | مسعود فردمنش | داوود اردلان  |

### بندرعباس
| نام ترانه    | ترانه‌سرا    | آهنگ‌ساز       | تنظیم       |
| ------------ | ----------- | ------------- | ----------- |
| بندرعباس     | حسن شجاعی   | حسن شجاعی     | محمد مقدم   |
| ضامن آهو     | بیژن سمندر  | حسن شماعی‌زاده | کاظم عالمی  |
| نگاه         | علی نظری    | ناصر تبریزی   | ارکستر زنده |
| دروازه‌بان    | حسن شجاعی   | حسن شجاعی     | کاظم عالمی  |
| صلح          | بابک رادمنش | بابک رادمنش   | بابک رادمنش |
| شهرزاد قصه‌گو | بابک رادمنش | بابک رادمنش   | بابک رادمنش |